# Edyta Rzenno
Edyta Rzenno est une ancienne joueuse polonaise de volley-ball, née le 26 juin 1983 à Brzesko. Elle mesure 1,89 m et jouait au poste de centrale.

## Clubs
| Club                      | De        | À         |
| ------------------------- | --------- | --------- |
| PLKS Pszczyna             | 1998-1999 | 1999-2000 |
| BKS Aluprof Bielsko-Biała | 2000-2001 | 2004-2005 |
| LTS Legionovia Legionowo  | 2005-2006 | 2005-2006 |
| PTPS Piła                 | 2006-2007 | 2006-2007 |
| Piast Szczecin            | 2007-2008 | 2008-2009 |
| Trefl Sopot               | 2009-2010 | 2009-2010 |
| AZS Białystok             | 2010-2011 | 2010-2011 |
| Eliteski AZS UEK          | 2011-2012 | 2011-2012 |
| AZS Białystok             | 2012-2013 | 2012-2013 |
| Wisła Cracovie            | 2013-2014 | 2013-2014 |

## Palmarès
- Championnat de Pologne
  - Vainqueur : 2004.
  - Finaliste : 2007.
- Coupe de Pologne
  - Vainqueur : 2004.